# Вулиця Панаса Мирного (Іллінці)
Ву́лиця Панаса Мирного — вулиця в місті Іллінці Вінницької області. Місцевість Джупинівка.

## Історія
Виникла внаслідок поділу прибережних городніх ділянок, що сприяло тіснішій забудові.

## Розташування
Бере початок від вулиці Джупинівської простягається над річкою Вільшанка, біля впадання у річку Сіб яка колись була повноводною. Зараз це тільки вузенький струмок, який заріс очеретом.

## Назва
Назву вулиця отримала на честь Панаса Мирного, мабуть, після приєднання села Джупинівка до містечка Іллінці у 1987. Як відому до 1987 року джупинівські вулиці офіційних назв не мали.